# ذرحان بن مرثد بن سعد شمس الحميري
جاء اسم ذرحن ذرحان بن مرثد بن سعد شمس اليافعي في النقوش الحميرية السبئية القديمة كقائد جيش سبأ ومرثد وسعد شمس ملوك سبأ وذي ريدان وفي معركة مملكة سبأ وذي ريدان مع رافضين للحكم في مناطق قريبة من ردمان البيضاء وشبوه بحسب النقوش وقد انتصر جيش سبأ وقدم الملك سعد شمس تمثال من الذهب للالهه المقة قربان وشكر بسبب نصر ابنه مرثد وحفيده ذرحان في الحرب 
والذراحن من انجد قبائل حمير  هي قبائل ذرحن وذرحان وذو ذرحان في همدان وجبن ويافع وريمه وعمران والبيضاء وعتمة ومناطق أخرى واليهم يرجع نسب ملوك اليمن بني طاهر في عهد الدولة الطاهرية في القرن التاسع والعاشر هجري بني طاهر الذرحاني 